# Firbeix
Firbeix – miejscowość i gmina we Francji, w regionie Nowa Akwitania, w departamencie Dordogne.
Według danych na rok 1990 gminę zamieszkiwały 364 osoby, a gęstość zaludnienia wynosiła 16 osób/km² (wśród 2290 gmin Akwitanii Firbeix plasuje się na 825. miejscu pod względem liczby ludności, natomiast pod względem powierzchni na miejscu 440.).